# Палладоклис-Ксепатский, Антоний Павлович
Антоний Павлович Палладоклис-Ксепатский — российский переводчик Коллегии иностранных дел и педагог греческого происхождения.

## Биография
В 1767 году из Харьковского коллегиума Антоний Павлович Палладоклис-Ксепатский поступил на место Тененева учителем греческого языка в Троицкую лаврскую семинарию.
В сентябре 1770 года, по собственному прошению Палладоклис-Ксепатский А. П. был уволен из Троицкой семинарии.
В городе Санкт-Петербурге им были изданы следующие книги:
1. Ода Его Сият-ву Гр. Г. Г. Орлову… (на греческом и русском языках, 1771).
2. «Истинного государствования подвиг на нынешние военные обстоятельства» (Похвала Екатерине II).
3. «Каллиона о преславных победах Е. И. В. Екатерины Алексеевны оружием победоносным над Оттоманами с 1769 по 1775 одержанных» (1775).
4. «Клия или повесть Черноморского Оттоманов на Крым похода, и бывших тогда между Кайнарджинским миром и Айналыкавакским его утверждением происшествий; сочин. в Константинополе в Пере в 1779 году»[3].